# Избори за председника Аустрије 1980.
Избори за председника Аустрије 1980. су били одржани 18. маја 1980. То су били седми председнички избори у историји Аустрије. Кандидовала су се три кандидата. Рудолф Кирхшлегер, тадашњи председник Аустрије, који је због велике популарности међу народом био подржан од стране две најјаче странке у Аустрији -а и -а, па је био апсолутни фаворит на овим изборима. Друга два кандидата су били Вилфрид Гредлер из -а и Норберт Бургер из -а. Победио је Кирхшлегер који је освојио 79,9% гласова што представља рекорд и до данас непревазиђен резултат.

## Изборни резултат
Резултати председничких избора у Аустрији 1980.
| Укупно важећих гласова                                    | Укупно важећих гласова | 4.430.889 | 100 |
| Неважећих гласова                                         | Неважећих гласова      | 348.165   | 7,3 |
| Извор: Резултати председничких избора у Аустрији од 1951. |                        |           |     |

- Од 5.215.875 регистрованих гласача на изборе је изашло 91,63%

## Последице избора
Рудолф Кирхшлегер је по други пут узастопно победио на изборима за председника и биће на овој позицији до 1986. године.